# نادولول
النادولول (بالإنجليزية: Nadolol) وهو عقار دوائي حاصر عام غير اصطفائي لمستقبلات بيتا الإدرينالية beta-blocker ولا يملك فعالية مقلدة للودي داخلية المنشاً يُستعمل في أمراض القلب والأوعية الدموية والمعالجة الوقائية للشقيقة.

## التأثير الدوائي
بخلاف باقي حاصرات بيتا فإن النادولول له فعالية قليلة ومباشرة لعضلة القلب وليس له تأثير مخدر مثبت غشائي.
في خلال 3-4 ساعات من تناول النادولول فإنه يصل إلى تركيزه الأعظمي في الدم. وبخلاف باقي حاصرات بيتا فإنه لا يُستقلب ونصف عمره طويل نسبياً ويتراوح بين 20-24 ساعة وهذا ما يسمح بإعطائه جرعة واحدة يومياً.
إن النادولول بتثبيطه للكاتيولامينات المحرضة التي تزيد عند زيادة معدل ضربات القلب وزيادة سرعة ومدى تقلصات العضلة القلبية وبتأثيره الخافض لضغط الدم يقلل حاجة القلب عموماً للأكسجين في أي مستوى من الجهد وهذا ما يُفسر فائدته في معالجة خناق الصدر الطويل المدى. والنادولول يُنقص ضغط الدم في حال الوقوف وفي حالة الاستلقاء وينقص أيضاً إفراز الرينين وهو يحافظ على جريان الدم الكلوي بالرغم من نقص الضغط الشرياني والنتاج القلبي، كما لا يتغير معدل الرشح الكبي الكلوي.
وربما يعود تأثيره المضاد للشقيقة لتثبيطه التقبض الوعائي للشريان السباتي الداخلي وتثبيط التوسع الوعائي الأدرينالي للشريان السباتي الخارجي وذلك عن طريق حصره لمستقبلات بيتا.
والنادولول له تأثير مضاد لللانظمية كم أنه ينقص الاستجابة البطينية السريعة والتي ترافق الرجفان الأذيني والرفرفة الأذينية وذلك بإنقاصه التوصيل عبر العقدة الأذينية البطينية.

## الاستطبابات
- الذبحة الصدرية.
- اللانظمية القلبية (اضطراب نظم القلب).
- الشقيقة.
- الانسمام الدرقي.

## مضادات الاستطباب
- الربو القصبي.
- بطء القلب الجيبي.
- حصار القلب من الدرجة الثانية والثالثة.
- الصدمة قلبية المنشأ.
- ارتفاع التوتر الشرياني الرئوي المنشأ الناتج عن قصور البطين الأيمن.
- قصور القلب الاحتقاني.

## تحذيرات واحتياطات
عند ايقاف استعمال الدواء لدى المرضى الذين كانوا يستخدموا العلاج لفترة طويلة يجب أن تقلل الجرعة تدريجياً وعلى مدى أسبوعين على الأقل مع المراقبة الطبية للمريض، ولا يجوز قطع استعمال الدواء بشكل فجائي. وإذا ساءت حالة الذبحة بشكل شديد فيجب إعادة إعطائه بشكل فوري، وإن هذا التقليل التدريجي غير ضروري بالنسبة للمرضى الذين يُعالجون من ارتفاع الضغط وبدون أن يكون هذا الارتفاع مصاحباً بقصور في الشريان الإكليلي.
لم تتأكد سلامة إعطاء النادولول أثناء الحمل.
النادولول يُفرز عن طريق حليب الأم لذلك يجب الحذر من اعطائه للمرضعات.
يعطى النادولول بحذر للمرضى المصابين بأفات كلوية أو كبدية.

## التأثيرات الجانبية
معظمها تأثيرات خفيفة ومؤقتة وغير متكررة ونادراً ما كانت هناك ضرورة لسحب العلاج.
وأهم هذه التأثيرات الجانبية : (هضمية - بطء القلب - تعب - برودة الأطراف - قلق - جفاف الفم - قصور القلب - هبوط الضغط - حصار أذيني بطيني).

## التداخلات الدوائية
يجب عدم إعطاء النادولول مع الأدوية التالية :
- أميورارون.
- مثبطات الكلس (بيبريديل - ديليتيازم- فيراباميل - نيفيدبين).
- كينيدين.
- المركبات المخدرة الطيارة الهالوجينية.
- الأنسولين.
- السلفاميدات الخافضة للسكر.
- هيدروكسيد الألمنيوم.
- إندوميتاسين.

## الجرعة
تُحدد من قبل الطبيب المعالج، ولكن بشكل عام هي كالتالي :
- في الذبحة الصدرية : تبدأ الجرعة بـ 40-80ملغ/يوم، ويمكن الزيادة بمقدار 40-80ملغ بفاصل أسبوعي حتى الحصول على الاستجابة المطلوبة، وغالباً ما يكفي 160ملغ عند معظم المرضى.
- اضطراب نظم القلب : تبدأ الجرعة بـ 40-80ملغ/يوم، ويمكن الزيادة بمقدار 40ملغ بفاصل أسبوعي على أن لا تتجاوز الجرعة القصوى 160ملغ/يوم.
- ارتفاع ضغط الدم : 40-80ملغ/يوم ويمكن الزيادة بمقدار 40-80ملغ بفاصل أسبوعي حتى الحصول على الاستجابة المطلوبة.
- الشقيقة : تبدأ الجرعة بـ 40-80ملغ/يوم، ويمكن الزيادة بمقدار 40-80ملغ حتى الوصول إلى وقاية كاملة من الشقيقة وجرعة الصيانة هي 80-160ملغ/يوم، وإذا لم تحصل الاستجابة خلال 4-6 أسابيع فيجب ايقاف المعالجة بالدواء.
- الانسمام الدرقي : 80-160ملغ/يوم.

يجب ضبط الجرعة عن المصابين بالقصور الكلوي حسب تصفية الكرياتينين.

## الاسم التجاري
يُسوق النادولول تحت الاسم التجاري كورغارد (بالإنجليزية: CORGARD) من إنتاج شركة [Bristol-Myers Squibb بريستول مايرز].

## العبوات التجارية
علب من 20 حبة بعيارين : 40ملغ وعيار 80ملغ.

## وصلات خارجية
أسئلة عن الكورغارد